# Бербер, Альперен
Альперен Бербер (род. 28 марта 2005, Самсун) — турецкий борец греко-римского стиля, чемпион Европы (2024). 

## Карьера
Бербер стал чемпионом мира среди юниоров на чемпионате мира по борьбе среди юниоров 2023 года, проходившем в Аммане (Иордания), победив иранца Ясина Али Язди со счетом 9:1 в финальном матче в весовой категории 82 кг. 
Бербер завоевал серебряную медаль на чемпионате мира по борьбе среди юношей до 23 лет 2023 года в Тиране (Албания), проиграв независимому борцу Ауесу Гонибову в финальном матче в весовой категории 82 кг.
Бербер завоевал золотую медаль на чемпионате Европы по борьбе 2024 года в Бухаресте, Румыния, в весовой категории до 82 кг среди мужчин греко-римского стиля, победив в финальном матче независимого борца Ислама Алиева со счетом 4:3.  Он победил азербайджанца Рафига Гусейнова со счетом 7:1 во втором раунде, грузина Гелу Болквадзе со счетом 7:1 в четвертьфинале и Айка Мнацаканяна из Болгарии в полуфинале, чтобы выйти в финал. 